# Ítalo Bravo
Ítalo Andrés Bravo Lizana (Santiago, 30 de abril de 1986) es un profesor y político chileno. Desde el 28 de junio de 2021 ejerce como alcalde de la comuna de Pudahuel.

## Biografía
Nació el 30 de abril de 1986 en el hospital San Juan de Dios, siendo el segundo hijo de sus padres. Vivió su infancia en el sector Los Morros de la Población Parque Industrial de Pudahuel, estudió en diferentes colegios del sector y participaba en la Capilla Sagrada Familia, en el coro y en grupos solidarios.
Comenzó a estudiar la enseñanza media en el liceo comercial Molina Lavín. Durante esta época sucederían las protestas estudiantiles de 2001, las primeras de gran participación después de la transición a la democracia, se involucró activamente en el movimiento como dirigente secundario, encabezando además otras reivindicaciones sociales y ambientales de su comuna, durante estos años militó en las Juventudes Comunistas. Paralelamente participó en diversas iniciativas culturales locales, entre talleres y radios comunitarias, revistas y festivales musicales.
Mientras realizaba diferentes trabajos, estudió para la Prueba de Selección Universitaria en el preuniversitario popular "Raúl Pellegrin" de Pudahuel, logrando entrar a la carrera de Pedagogía en Castellano en la Universidad de Playa Ancha, de la cual egresó en 2010. Ejerció como profesor en diferentes colegios de Pudahuel hasta su elección como Alcalde.

## Carrera política
En el año 2016, realizando una austera campaña, es electo como concejal por Pudahuel en las elecciones municipales, por el pacto Pueblo Unido, obteniendo 1.453 votos.
En 2021 postula a la alcaldía de Pudahuel como candidato por el pacto Dignidad Ahora, representando al Partido Igualdad. Su campaña la realizó con diferentes movimientos territoriales y asambleas vecinales. A pesar de aparecer hasta en 4.º lugar en algunas encuestas, resulta sorpresivamente ganador en las elecciones municipales con el 27,49% de los votos, superando por una estrecha diferencia a la candidata de Unidad Constituyente, Mónica Sánchez. Asumió sus funciones oficialmente el 28 de junio de 2021, sucediendo de esta forma a Johnny Carrasco quien llevaba 28 años y 9 meses al mando del municipio de Pudahuel.
En las elecciones municipales de 2024 fue candidato a la reelección para el cargo de alcalde de Pudahuel dentro del pacto de izquierda Contigo Chile Mejor, en cupo del Partido Comunista de Chile. Resultó reelecto con más del 65% de las preferencias.

## Historial electoral

### Elecciones municipales de 2016
- Elecciones municipales de 2016, para el Concejo Municipal de Pudahuel.[4]

### Elecciones municipales de 2021
- Elecciones municipales de 2021 para la alcaldía de Pudahuel[13]